# Карл Ллевеллін
Карл Нікерсон Ллевеллін (22 травня 1893, м. Вест-Сіетл, шт. Вашингтон — 13 лютого 1962, Чикаго) — американський теоретик права, представник реалістичної школи права. «Журнал правових досліджень» визнав Ллевелліна одним з двадцяти найбільш цитованих вчених-юристів XX століття.